# Бадья

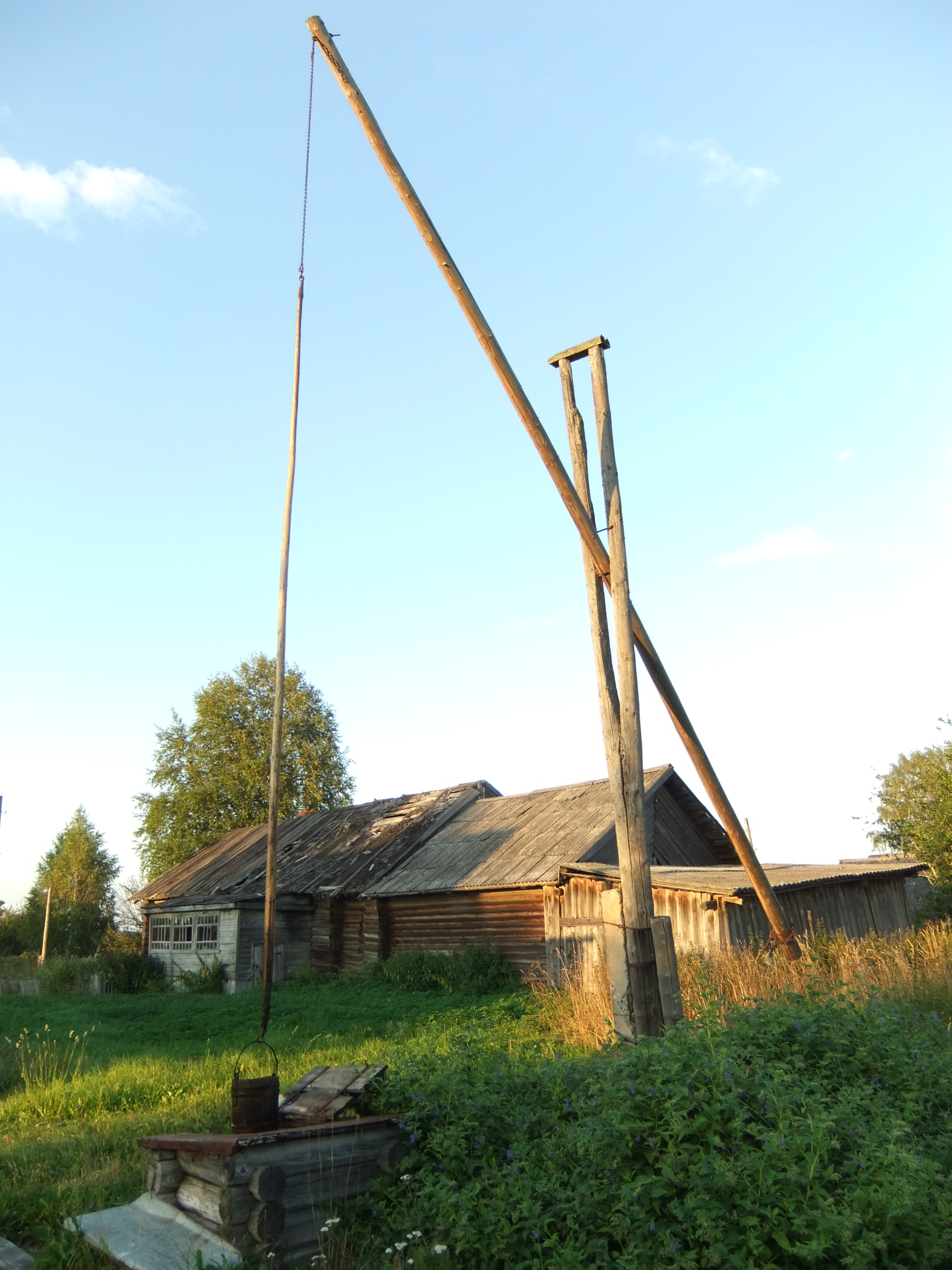
Бадья на «журавле» в Менькове

Бадья́ (от перс. badye) — прочный и удобный большой, круглый в сечении деревянный сосуд, похожий на ведро, но большей ёмкости — 24 литра, то есть в два ведра. Имеет широкий открытый верх, сужающееся книзу тулово, металлические ушки и дужку. Бадья использовалась для подъёма воды из колодца и служила по несколько десятков лет.
Бадью собирали из клёпки — прочных и твёрдых дубовых дощечек. Тулово в верхней и нижней части стягивали толстыми железными обручами, которые прибивали к клёпкам гвоздями. Ушки — железные полосы с отверстиями для крепления дужки — приклёпывали к обручам. К «журавлю» или «барану» колодца бадью крепили цепью. Бадьи также нашли применение в шахтах для подъёма руды. Бадья упоминается в «Губернских очерках» М. Е. Салтыкова-Щедрина и используется в качестве метафоры чего-то тяжёлого и неподъёмного. В современном русском языке бадьёй шутливо называют очень большую посудину.